# 圆应塔
圆应塔，又名崇恩塔、延恩塔，俗称西林塔，位于上海市松江区岳阳街道中山路666号的西林寺中，是一座七级八面的砖木楼阁式塔，同时是上海市现存的最高的古塔。该塔始建于南宋咸淳年间，明朝洪武二十一年（1388年）重建，正统九年（1444年）重建于西林寺的大佛殿后。清朝时圆应塔曾被维修。中华人民共和国成立后，因塔檐年久失修，圆应塔的大部分塔檐一度被拆除。1982年，圆应塔被列为上海市文物保护单位。1993年至1994年，圆应塔得以重修并恢复原貌。在这次维修中，考古人员从圆应塔内发掘出了大量文物。

## 历史
圆应塔始建于南宋咸淳年间（1265-1274年）的接待院旁，之后寺院及塔均在战乱中被毁。明朝洪武二十一年（1388年）时，接待院和该塔均由僧人淳厚募资重建，接待院更名为西林寺，而塔得名为圆应塔，又名崇恩塔、延恩塔。因塔在西林寺旁，故又被称为西林塔。此后该塔塌毁，正统九年（1444年）时被西林寺僧人法盨迁建于寺内的大佛殿后面。此后该塔在万历四十一年（1613年）、清朝乾隆五十八年（1793年）和道光二十五年（1845年）均得以重修。
中华人民共和国成立后，圆应塔被列为松江县文物保护单位。因年久失修，圆应塔的木质结构已经完全腐朽，偶有残块掉落。为保护行人安全，1965年，圆应塔的第二层至第六层的清代所建的腰檐、平座、栏杆等部分被完全拆除，仅剩砖砌塔身和第七层回廊及顶层塔檐。1982年，圆应塔被列为上海市文物保护单位。1992年5月，上海市文物管理委员会联合松江县人民政府组成“松江西林塔修缮领导小组”和“修塔办公室”，相关维护工程于1993年10月开工。在这次维修中，施工人员更换了损毁的塔刹，并在塔刹下发现了天宫，另在塔心室内发现了地宫。该维修工程于1994年完工，重修后的圆应塔恢复了原有样貌。

## 结构

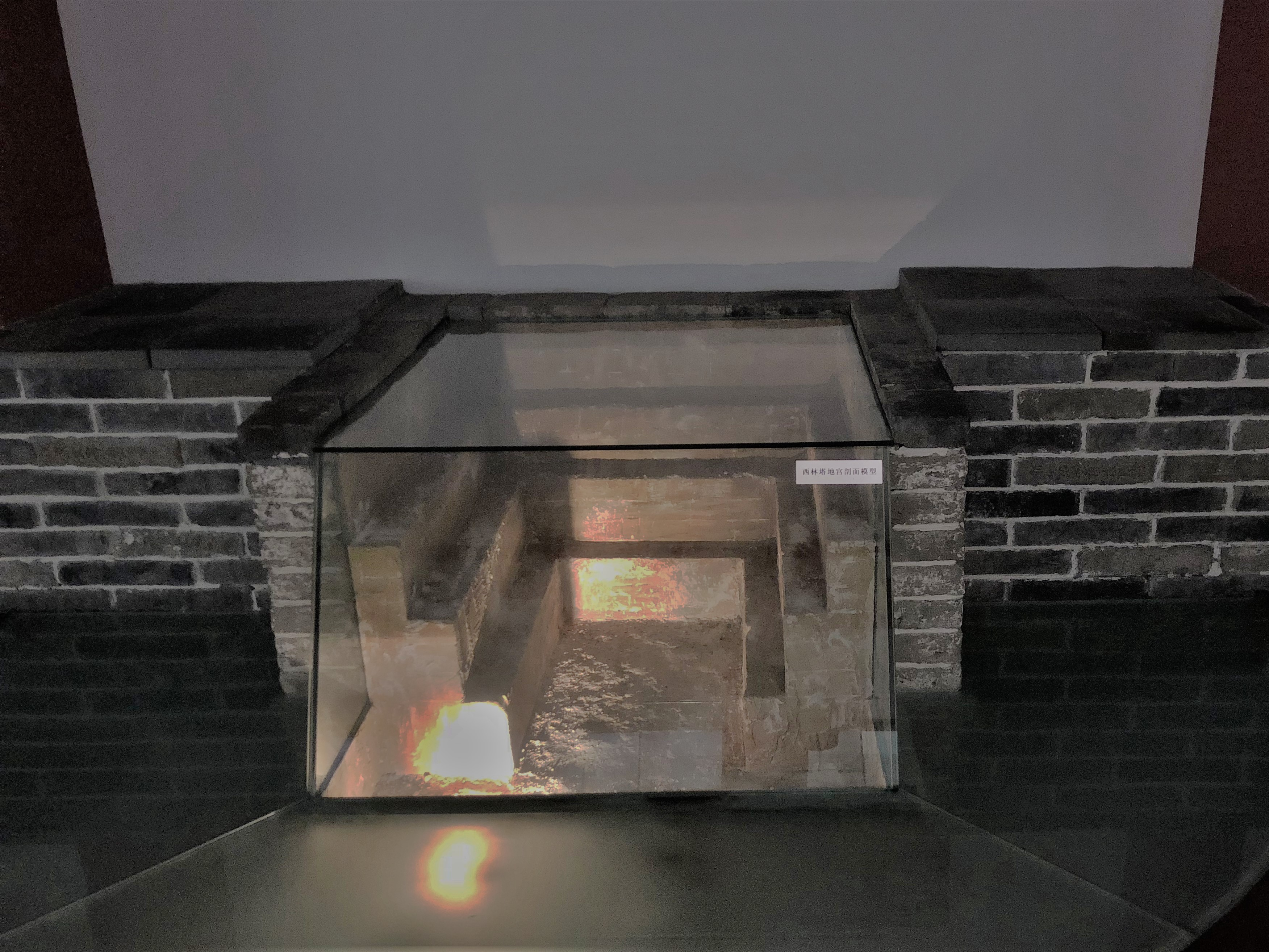
圆应塔地宫模型

圆应塔位于上海市松江区岳阳街道中山路666号的西林寺中，为七级八面的砖木楼阁式塔，通高46.5米，是上海最高的古塔。该塔建筑风格整体为宋朝样式，塔内有正方形塔心室，塔心室中有镶嵌入砖砌塔身的石台阶。每层有相间隔的四面开门，每层开门方向均转换，底层的北侧塔门因建有塔梯而被封堵。底层外有围廊，第二层及以上的塔门外建有平座，平座周围有栏杆。平左下方及塔顶均建有腰檐，塔顶上方为塔刹。塔刹下方的塔身内建有一座天宫长宽均为0.8米，深0.75米，塔刹的中心木从天宫中央穿过。塔心室的地板下方发现一座地宫，其顶部距离塔心室地面1.18米，长1.13米，宽1.08米，深0.82米，其内北、东、西三面均有砖砌的三层台阶式供台。部分塔砖上刻有捐资人的姓名。

## 出土文物

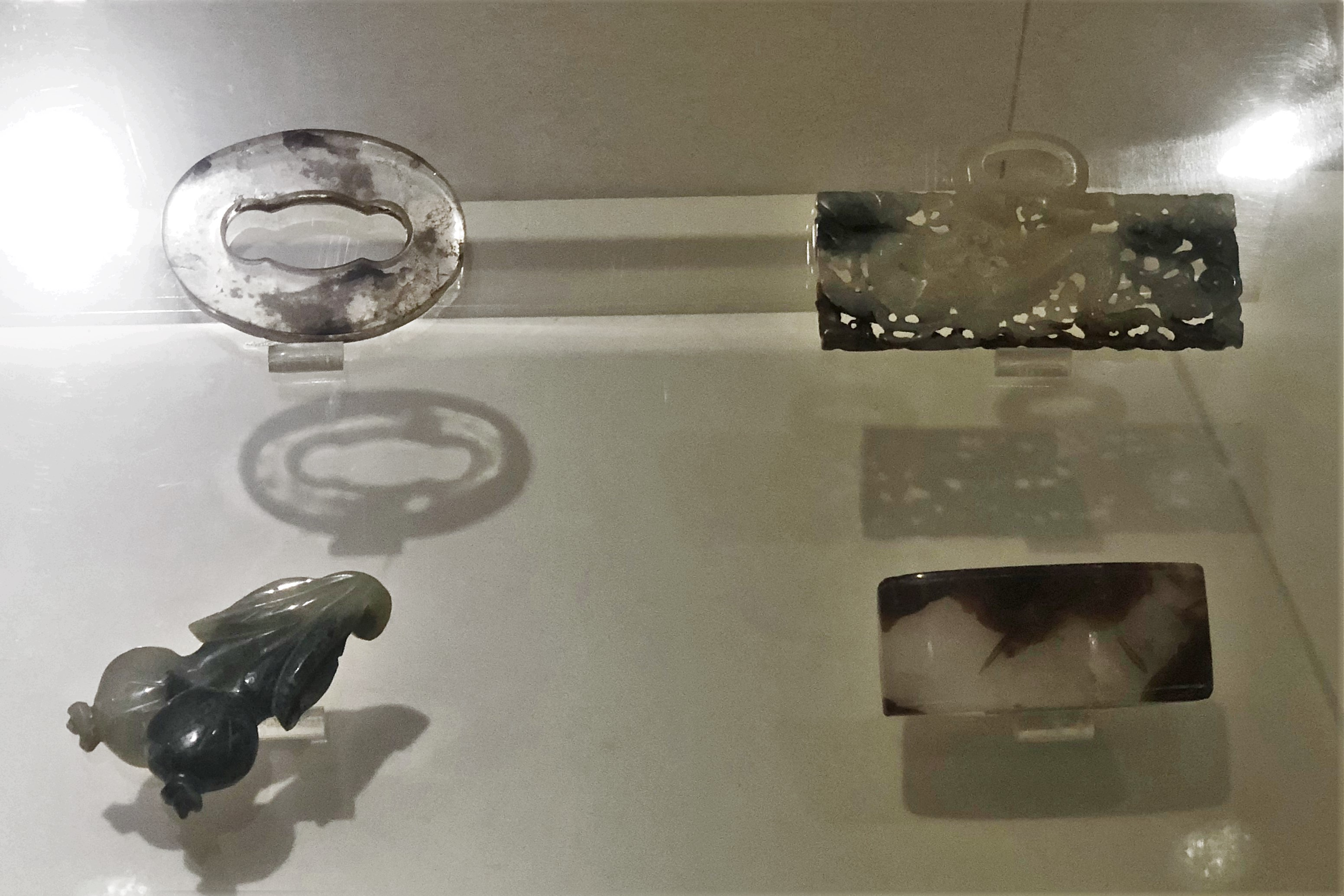
圆应塔出土玉器

1993年11月29日，维修人员在用起吊设备拆卸塔刹上的鎏金宝瓶时，发现了其内的60余件文物，其中包括一件银经盒、四件铜盒、五尊铜鎏金佛像、两枚铜印、一件银质插花瓶、一块木铭文版和若干钱币等。天公重出土有一块石碑、二十余尊佛像、两尊白玉童子、五部经书（残）、一方青玉砚、一件青玉剑璏、一串玛瑙念珠、一件鎏金银塔等，另有一块石碑。地宫内出土了八十余尊佛造像、一个金刚铃、九枚钱币、一件压胜钱、一个玉饰件，另有两块石碑。